# Jerzy Rutkowski (żołnierz AK)

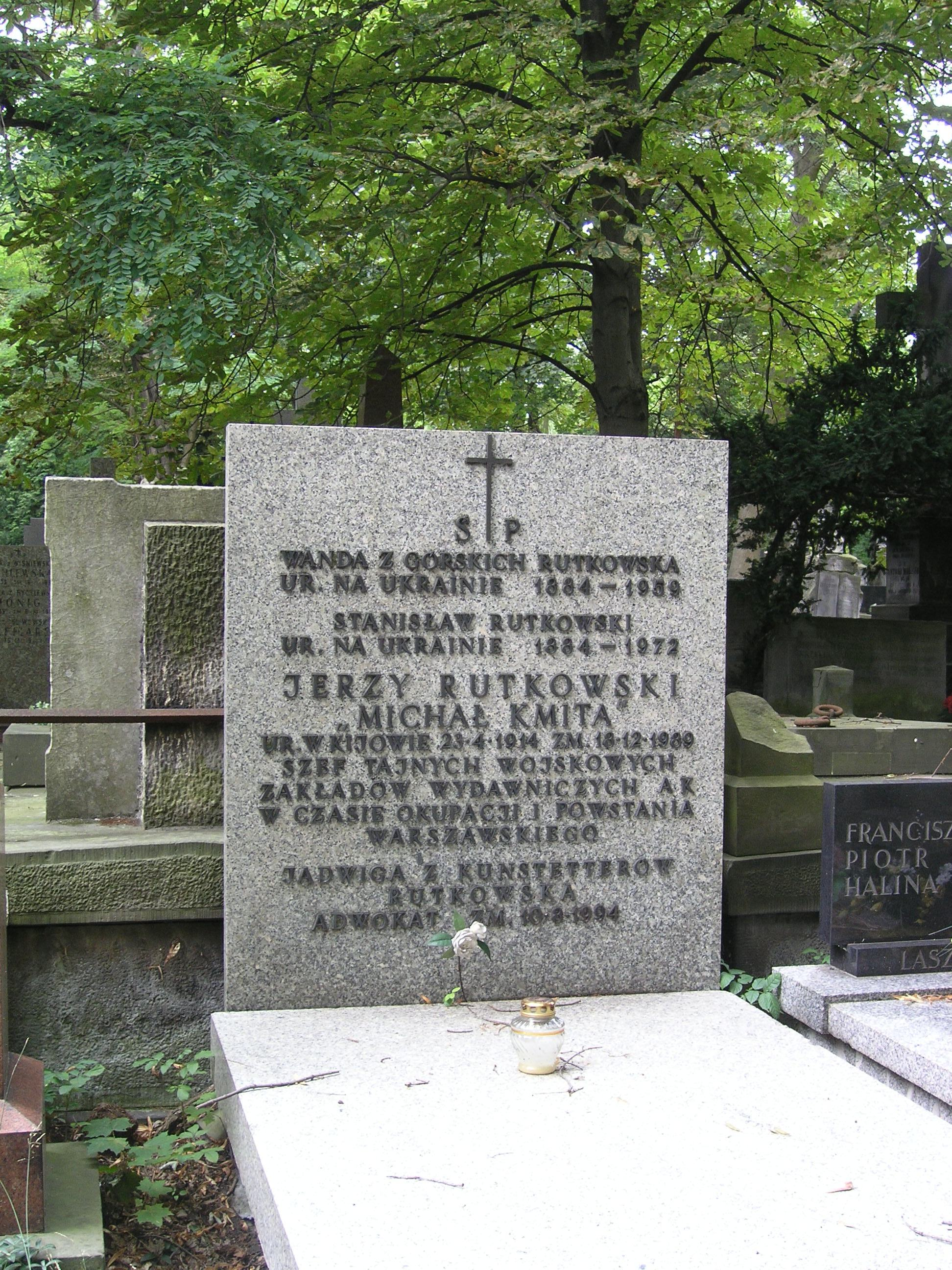
Grób Jerzego Rutkowskiego na cmentarzu Powązkowskim w Warszawie

Jerzy Rutkowski, ps. Michał, Kmita (ur. 10 kwietnia?/23 kwietnia 1914 w Kijowie, zm. 18 grudnia 1989 w Warszawie) – polski prawnik, działacz polityczny obozu narodowego, współpracownik Ruchu Narodowo-Radykalnego „Falanga”, menedżer, inicjator i zarządzający Tajnymi Wojskowymi Zakładami Wydawniczymi Polskiego Państwa Podziemnego, oficer Armii Krajowej w stopniu podporucznika.

## Życiorys
Urodził się w rodzinie Stanisława (1884–1972) i Wandy z Górskich (1884–1959). Jego siostra Maria, ps. „Janka” również brała udział w powstaniu warszawskim. Uczęszczał do gimnazjów w Łucku i Chełmie, gdzie uzyskał maturę (1932). Następnie rozpoczął studia na Wydziale Prawa Uniwersytetu Warszawskiego. W czasie studiów związał się z Sekcją Akademicką Obozu Wielkiej Polski (OWP). Nawiązał wówczas współpracę z działaczem akademickim OWP – Bolesławem Piaseckim. Był jednym z jedenastu sygnatariuszy deklaracji Obozu Narodowo-Radykalnego, ogłoszonej 14 kwietnia 1934 w piśmie „Sztafeta”. W czerwcu 1934 po zamachu na Bronisława Pierackiego, ministra spraw wewnętrznych RP, Jerzy Rutkowski wraz z innymi działaczami ONR (organizacji pierwotnie podejrzewanej przez policję o dokonanie zamachu) został aresztowany i osadzony w areszcie śledczym przy ulicy Daniłowiczowskiej w Warszawie.
Po uwolnieniu w 1935 odsunął się od działalności politycznej i po wygraniu rozpisanego przez zakon franciszkanów z Niepokalanowa konkursu na organizację pisma Mały Dziennik objął w nim funkcję redaktora technicznego. Redaktorem naczelnym Małego Dziennika i innych franciszkańskich wydawnictw był ojciec Marian Wójcik, a jednym z pracowników Maksymilian Kolbe, z którym Jerzy Rutkowski jako redaktor techniczny wydawnictw franciszkanów ściśle współpracował.
W 1937 podjął ponownie współpracę z Bolesławem Piaseckim i grupą Ruchu Narodowo-Radykalnego (ONR-Falanga). Należał do kierownictwa RNR, a w jego mieszkaniu odbywały się spotkania organizacyjne. W tym czasie, po śmierci marszałka Piłsudskiego, część obozu sanacyjnego na czele z Edwardem Rydzem-Śmigłym wobec trwającej walki w obozie piłsudczyków postanowiła poszerzyć bazę rządzenia poprzez odwołanie się do nastrojów nacjonalistycznych i środowisk młodzieżowych obozu narodowego. Promotorem tej koncepcji był płk Adam Koc, szef powołanego wówczas Obozu Zjednoczenia Narodowego (OZN). Organizacją młodzieżową OZN stał się utworzony w czerwcu 1937 Związek Młodej Polski, w którym eksponowane stanowiska objęli członkowie Falangi. Jednym z nich był oddelegowany przez Bolesława Piaseckiego Jerzy Rutkowski – zastępca przewodniczącego Związku Młodej Polski (przewodniczącym był Adam Koc), a od 28 października 1937 kierownik ZMP. W ZMP Rutkowski pełnił również funkcję redaktora naczelnego pisma Młoda Polska. ZMP pod jego kierownictwem zrzeszał ponad 40 tysięcy członków. Wobec ostrej opozycji w obozie piłsudczyków wobec linii politycznej Adama Koca został on odsunięty zarówno od kierownictwa OZN, jak i ZMP, co w konsekwencji oznaczało w kwietniu 1938 również wystąpienie Rutkowskiego z ZMP. Rutkowski powrócił do pracy w Małym Dzienniku i po epizodycznym udziale w pracach ONR-Falanga w 1938 – był kierownikiem Okręgu III, obejmującego Śląsk, Małopolskę i Małopolskę Wschodnią, wszedł w skład komitetu wykonawczego Komitetu Porozumienia Organizacji Narodowo-Radykalnych, skupiającego terenowe grupy Falangi i powołanego w marcu 1938 – ponownie zadeklarował zaprzestanie działalności politycznej.
W czasie kampanii wrześniowej walczył w szeregach 45 pułku piechoty na Lubelszczyźnie. Kontuzjowany trafił do niemieckiej niewoli. Zbiegł z obozu rozdzielczego w Przeworsku i przedostał się do Warszawy, gdzie po wyleczeniu rozpoczął działalność konspiracyjną. Na przełomie lutego i marca 1940 za pośrednictwem majora Tadeusza Kruk-Strzeleckiego – pierwszego szefa BIP ZWZ – przedłożył płk. Stefanowi Grot-Roweckiemu, ówcześnie komendantowi ZWZ na terenach okupowanych przez Niemcy, projekt oparcia działalności wydawniczej na sukcesywnie rozbudowywanym, całkowicie zakonspirowanym i dobrze wyposażonym aparacie poligraficznym. W konsekwencji w marcu 1940 objął funkcję szefa Tajnych Wojskowych Zakładów Wydawniczych (TWZW) (początkowo Wydział Wydawniczy BIP). Zakłady te zostały największym konspiracyjnym koncernem poligraficznym okupowanej Europy prowadzonym na zasadzie przedsiębiorstwa. Komenda Główna ZWZ (później AK) zrezygnowała odtąd ze zlecania druku pism konspiracyjnych małym, legalnie działającym drukarniom.
19 kwietnia 1944 aresztowany w konspiracyjnym lokalu, przewieziony do Gestapo, więziony na Pawiaku i w Alei Szucha. Pięć dni po jego aresztowaniu szef BIP płk Jan Rzepecki doprowadził przy udziale kpt. Bolesława Kontryma do kontrowersyjnej likwidacji skłóconego z Rutkowskim współpracownika, Jana Sawki, jako odpowiedzialnego za serię nalotów na drukarnie; wyrok na Sawkę został wydany przez Wojskowy Sąd Specjalny 15 czerwca 1944, po powrocie Rutkowskiego z więzienia. Początkowo Rutkowski był torturowany, ale wykorzystując zainteresowanie gestapowców rozmowami z podziemiem w sprawie współpracy przeciwko ZSRR i swoją faszystowską przeszłość polityczną przekonał ich do zorganizowania mu 14 czerwca 1944 pozorowanej ucieczki, która stała się ucieczką faktyczną.
Po uwolnieniu powrócił do pracy podziemnej. Po wybuchu powstania warszawskiego objął kierownictwo nad całą poligrafią powstania jako szef Wojskowych Zakładów Wydawniczych. 5 sierpnia 1944 otrzymał od dyrektora Departamentu Informacji Delegatury Rządu na Kraj Stanisława Kauzika nominację na komisarza dla spraw drukarskich na m.st. Warszawę. Kierował kilkunastoma powstańczymi drukarniami. W kompetencjach Jerzego Rutkowskiego leżał również przydział drukarń poszczególnym organizacjom politycznym, podjął on decyzję o udostępnieniu akowskich drukarń PPR na prośbę jej delegatów. Podlegał mu także dobrze uzbrojony oddział osłonowy drukarń, który w czasie powstania zdobył kilka warszawskich zakładów poligraficznych, a także przyczynił się walnie do zdobycia Poczty Głównej, za co Rutkowski otrzymał Krzyż Srebrny Orderu Virtuti Militari. Po upadku powstania przebywał kolejno w: Stalagu 344 Lamsdorf, Oflagu II D Gross-Born i Stalagu X B Sandbostel.
Po krótkim pobycie w Paryżu i Brukseli, w sierpniu 1945 powrócił do kraju. We wrześniu 1945 objął funkcję pełnomocnika Zarządu Głównego Polskiego Czerwonego Krzyża do spraw odbioru dostaw zagranicznych i zorganizował ekspozyturę ZG PCK na porty Gdynia i Gdańsk z siedzibą w porcie gdyńskim, którą kierował osobiście. Funkcję tę zajmował do 1947, po czym objął funkcję kierownika Wydziału Finansowego ZG PCK.
W 1953 przyjął propozycję Bolesława Piaseckiego i został dyrektorem naczelnym Centrali Przemysłowo-Handlowej „INCO”. Po polskim październiku był w latach 1958–1961 twórcą przeforsowanych przez Stowarzyszenie PAX wobec władz komunistycznych przepisów, które umożliwiały działalność niepaństwowych przedsiębiorstw wielobranżowych i organizacji społecznych. W konsekwencji podjęło działalność gospodarczą przeszło dwadzieścia niepaństwowych zakładów produkcyjnych – baza gospodarcza stowarzyszenia PAX przez cały okres PRL. Została ona przeorganizowana w początku lat 60. XX w. w tzw. Zjednoczone Zespoły Gospodarcze INCO, a Jerzy Rutkowski pełnił w nich funkcję zarządcy i naczelnego dyrektora Zarządu Przemysłu i Handlu. Wszedł w skład władz naczelnych stowarzyszenia PAX.
Od lutego 1939 był mężem adwokat Jadwigi z Kunstetterów (1910–1994), w powstaniu warszawskim w AK pod ps. „Katarzyna”.
Zmarł w Warszawie, pochowany na cmentarzu Powązkowskim (kwatera 206-1-19).

## Ordery i odznaczenia
- Krzyż Komandorski Orderu Odrodzenia Polski
- Krzyż Kawalerski Orderu Odrodzenia Polski
- Krzyż Srebrny Orderu Virtuti Militari
- Krzyż Walecznych
- Warszawski Krzyż Powstańczy[12]

Źródło:.